# Mondher Zenaidi
Mondher Zenaidi (arabe : منذر الزنايدي), né le 24 octobre 1950 à Tunis, est un homme politique tunisien.

## Biographie

### Enfance et formation
Mondher Zenaidi est né le 24 octobre 1950, à Tunis. Après des ètudes secondaires, il poursuit ses ètudes supèrieures en France.
Fils d'Abdelaziz Zenaidi, l'un des premiers ingénieurs de la Tunisie indépendante qui supervise notamment la construction de la cité olympique d'El Menzah et de l'hôtel Africa de Tunis, Mondher Zenaidi étudie au Collège Sadiki, avant d'entrer à l'École centrale Paris où il obtient un diplôme d'ingénieur en 1973, puis un diplôme de l'École nationale d'administration de Paris en mars 1976.

### Vie privée
Mondher Zenaidi est marié et père de deux enfants.
Zenaidi est grand officier de l'Ordre de la République et grand cordon de l'Ordre du 7-Novembre.

## Vie politique
À son retour à Tunis, il devient chargé de mission au cabinet du ministre de l'Économie nationale en 1976,, avant d'occuper les postes de directeur général adjoint de l'Office national du tourisme tunisien entre 1978 et 1981, de directeur du cabinet du ministre de l'Économie nationale chargé de l'Industrie (1981-1983) et de PDG de l'Office du commerce de Tunisie dès 1983.

### Responsabilités nationales et internationales
Mondher Zenaidi dirige plusieurs projets de coopération technique, engagés avec le Centre du commerce international basé à Genève, en matière de gestion des importations et de promotion des exportations. Il contribue aussi à la dynamisation de la participation tunisienne à la première rencontre des organismes de commerce d'État relevant de l'Organisation de la conférence islamique et à l'assemblée générale de l'Association des organismes de commerce d'État des pays en développement dont il a été élu président lors de la session de 1986.
Grand amateur de football, il est président de l'Espérance sportive de Tunis de 1986 à 1987.
Il fait son entrée au gouvernement en 1987 comme secrétaire d'État auprès du ministre de l'Économie nationale chargé de l'Industrie. Il est élu député de Kasserine en 1989 et occupe de 1991 à 1994 le poste de vice-président de la Chambre des députés. À la fin de son mandat, il reprend la direction de divers ministères sous le régime de Zine el-Abidine Ben Ali : Transport (1994-1996), Commerce (1996-2001), Tourisme, Loisirs et Artisanat (2001-2002), Tourisme, Commerce et Artisanat (2002-2004), Commerce (2004-2005), Commerce et Artisanat (2005-2007) et Santé (2007-2011). 
À ce titre, il est élu, en 2010, comme président de la 63e Assemblée mondiale de la santé de l'Organisation mondiale de la santé.

### Appartenance partisane
Membre du Rassemblement constitutionnel démocratique, il est élu au comité central en juillet 1993 et a également appartenu à son bureau politique, avant la dissolution du parti en 2011. 

### Parcours après la révolution
Au moment de la révolution de 2011, il est le seul membre du gouvernement à assister aux funérailles de civils tués à la cité Ezzouhour.
Par la suite, il choisit de vivre à Paris où il travaille dans le conseil et pour une institution onusienne. Victime d'une tentative de déstabilisation dans un scandale immobilier, il bénéficie d'un non-lieu prononcé le 27 mai 2014 par la chambre criminelle du tribunal de première instance de Tunis.

### Campagne présidentielle de 2014
Alors que son nom est cité comme candidat potentiel à l'élection présidentielle, il rentre à Tunis le 14 septembre et dépose son dossier de candidature à la présidentielle le 22 septembre en tant qu'indépendant « en réponse à de nombreuses sollicitations ». Il se présente en tant que destourien, indépendant et rassembleur : « Je porte un projet national qui rassemble tous les Tunisiens et à même de convaincre l'immense majorité des composantes de la vie politique ».
Son programme électoral comprend 23 points dont les plus importants sont le renforcement de la sécurité nationale, le développement et la dynamisation économique du pays, la préservation de la dignité du peuple, la consolidation des libertés et des droits, l'environnement et le développement durable, l'accroissement du rythme des investissements, la lutte contre le chômage et la création d'emplois.
Il se positionne finalement en neuvième position à l'issue du premier tour sur 27 candidats en lice, avec 24 160 voix, soit 0,74 % des suffrages, ce qui en fait le deuxième candidat parmi les indépendants. Il annonce alors son soutien au candidat de Nidaa Tounes, Béji Caïd Essebsi, en appelant à « voter massivement pour lui » au second tour.

### Campagne présidentielle de 2024
Le 29 août 2024, le Tribunal administratif autorise sa réadmission dans la course à la présidentielle d'octobre.